# NFTO/Saison 2014
Dieser Artikel listet Erfolge und Fahrer des Radsportteams NFTO in der Saison 2014 auf.

## Erfolge in der UCI Europe Tour
In den Rennen der Saison 2014 der UCI Europe Tour gelangen die nachstehenden Erfolge.
| Datum      | Rennen                    | Kat. | Fahrer      |
| ---------- | ------------------------- | ---- | ----------- |
| 10. August | RideLondon-Surrey Classic | 1.HC | Adam Blythe |

## Mannschaft
| Name                      | Geburtstag        | Nationalität           | Team 2013                          |
| ------------------------- | ----------------- | ---------------------- | ---------------------------------- |
| Dale Appleby              | 19. Dezember 1986 | Vereinigtes Königreich | Metaltek-Knights of Old            |
| Ryan Bevis                | 8. Januar 1982    | Vereinigtes Königreich | Neoprofi                           |
| Adam Blythe               | 1. Oktober 1989   | Vereinigtes Königreich | BMC Racing Team                    |
| Dean Downing              | 24. Januar 1975   | Vereinigtes Königreich | Madison Genesis                    |
| Russell Downing           | 23. August 1978   | Vereinigtes Königreich | Team NetApp-Endura                 |
| Sam Harrison              | 24. Juni 1992     | Vereinigtes Königreich | Neoprofi                           |
| Joshua Hunt               | 3. April 1991     | Vereinigtes Königreich | Team UK Youth                      |
| James Lewis               | 1. November 1990  | Vereinigtes Königreich | Neoprofi                           |
| James Lowsley Williams    | 12. Januar 1992   | Vereinigtes Königreich | Team UK Youth                      |
| Greg Mansell              | 8. November 1987  | Vereinigtes Königreich | Team UK Youth                      |
| James McCallum            | 27. April 1979    | Vereinigtes Königreich | Rapha Condor JLT                   |
| Jonathan Mould            | 4. April 1991     | Vereinigtes Königreich | Team UK Youth                      |
| Matthew Rowe              | 28. April 1988    | Vereinigtes Königreich | Candi TV-Marshalls Pasta RT (2009) |
| Samuel Williams           | 18. März 1994     | Vereinigtes Königreich | Neuprofi                           |
| Hugh Wilson               | 18. April 1987    | Vereinigtes Königreich | Neoprofi                           |
| John Wood (bis 15. April) | 12. Januar 1970   | Vereinigtes Königreich | Neoprofi                           |